# Bertényi-árok
A Bertényi-árok Veszprém vármegyében ered, mintegy 170 méteres tengerszint feletti magasságban. A patak forrásától kezdve déli irányban halad, majd eléri a Meleg-víz patakot.
A Bertényi-árok vízgazdálkodási szempontból a Marcal Vízgyűjtő-tervezési alegység működési területét képezi.

## Part menti települések
- Ukk
- Zalagyömrő